# Кондратовська Надія Дмитрівна
Наді́я Дми́трівна Кондрато́вська (нар. 16 липня 1951, Львів) — українська акторка театру та кіно, акторка Національного академічного драматичного театру імені Лесі Українки, народна артистка України (2018), лауреатка трьох премій «Київська пектораль» (1993, 2009, 2014). 

## Життєпис
1968—1969 — навчання в Естрадно-цирковій студії при Львівському державному цирку.
1974 — закінчила Київський інститут театрального мистецтва (викладач О. Соломарський).
1969—1970; 1974—1978 — акторка Львівського українського драматичного театру ім. М. Заньковецької.
З 1978 — акторка Національного театру російської драми ім. Лесі Українки (нині Національний академічний драматичний театр імені Лесі Українки) м. Київ.

## Ролі в театрі
- Варка («Піднята цілина» за М. Шолоховим)
- Діана («Філумена Мартурано» Е. де Філіппо)
- Дуняша («Вишневий сад» А. Чехова)
- Женя («Тил» М. Зарудного)
- Катерина («В степах України» О. Корнійчука)
- Лаговська («Кафедра» В. Врублевської)
- Мадемуазель Кап'юла («Запрошення до замку» Ж. Ануя)
- Олімпія («Блоха у вусі» Ж. Фейдо)
- Пані Пантич («ОБЕЖ» Б. Нушича)
- П'єра («Трохи ніжності» А. Ніколаї)
- Сарацинка («Помста по-італійськи» Л. Піранделло)
- Світлана («Головний екзамен» І. Шамякіна)
- Сюзетта («Сімейна вечеря» М. Камолетті)
- Фліпот («Генерали в спідницях» Ж. Ануя)

## Роботи в кіно і на телебаченні
- 1985 — «Спокута» (фільм-спектакль)
- 2004 — «Російські ліки»
- 2006 — «Повернення Мухтара-3»
- 2007 — «Позаземний»
- 2007 — «Люблю тебе до смерті»
- 2008 — «Один проти всіх»
- 2008 — «Карасі»
- 2008 — «Тринадцять місяців»
- 2010 — «Тільки кохання»
- 2010 — «Мама напрокат»
- 2010 — «Зозуля»
- 2011 — «Ліки для бабусі»
- 2011 — «Ластівчине гніздо»
- 2011 — «Земля забуття»
- 2020  — «Папаньки 2»

## Нагороди й номінації
- 2009 — заслужена артистка України[2]
- 2018 — народна артистка України[1]

| Рік                  | Категорія                                               | Робота               | Результат |
| -------------------- | ------------------------------------------------------- | -------------------- | --------- |
| «Київська пектораль» |                                                         |                      |           |
| 1993                 | Найкраще виконання жіночої ролі другого плану           | Запрошення до замку  | Перемога  |
| 2009                 | Найкраще виконання жіночої ролі першого / другого плану | Леттіс і Лавідж      | Перемога  |
| 2014                 | Найкраще виконання жіночої ролі                         | Обещание на рассвете | Перемога  |